# Подпорино
Подпорино — деревня в Ермолинском сельском поселении Истринского района Московской области. Население — 14 чел. (2010), в деревне 3 улицы, зарегистрировано 4 садовых товарищества.
Расположено на левом берегу реки Даренки, примерно в 12 км на восток от Истры, высота над уровнем моря 193 м. Ближайшие населённые пункты: через реку за железной дорогой — Алексино, в 2 км на северо-восток Еремеево, Духанино в 1,5 км на северо-запад, у западной окраины деревни — платформа 159 км Большого кольца Московской железной дороги.

## Население
| 2002 | 2006 | 2010 |
| ---- | ---- | ---- |
| 21   | ↗23  | ↘14  |